# Pathfinder (musikgrupp)
Pathfinder är ett symphonic power metal-band från Polen som startades 2006 av Arkadiusz Ruth och Karol Mania.

## Medlemmar
Nuvarande medlemmar
- Arkadiusz E. Ruth – basgitarr, orkestrering, körsång (2006– )
- Karol Mania – gitarr, körsång (2006– )
- Gunsen (Krzysztof Elzanowski) – gitarr (2006– )
- Kacper Stachowiak – trummor, körsång (2011– )
- Bartosz Ogrodowicz – keyboard (2012– )
- Przemyslaw Uliczka – sång (2014– )

Tidigare medlemmar
- Kamil Ruth – trummor (2006–2011)
- Slavomir Belak – keyboard, piano, körsång, orkestrering (2006–2012)
- Szymon Kostro – sång (2006–2013)

Turnerande medlemmar
- Dianne van Giersbergen – sång (2011– )
- Kacper Stachowiak – trummor (2011)
- Bartosz Ogrodowicz – keyboard (2012)
- Łukasz Frankowski – sång (2013)
- Maciej Wróblewski – sång (2013)

## Diskografi
Demo
- Pathfinder / Demo (2007)
- The Beginning (2008)

Studioalbum
- Beyond The Space, Beyond The Time  (2010)
- Fifth Element  (2012)

Singlar
- "Moonlight Shadow" (2010)

## Musikvideor
- "The Lord Of Wolves" (2011)